# Distrito de El Algarrobal

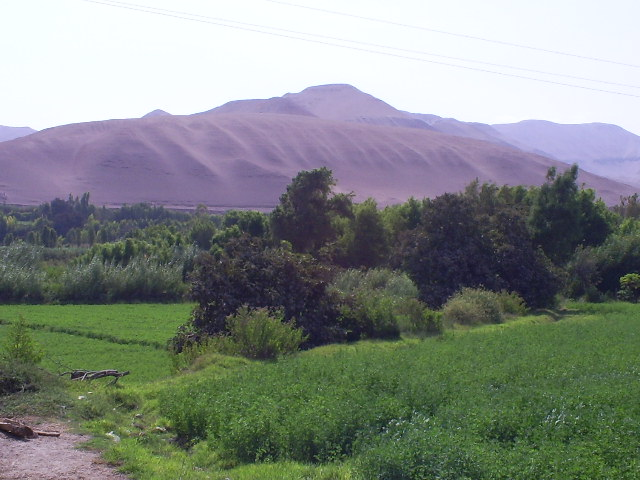
Valle de Moquegua.

El distrito peruano de El Algarrobal es uno de los 3 distritos de la Provincia de Ilo, ubicada en el Departamento de Moquegua, bajo la administración del Gobierno Regional de Moquegua, Perú.
Desde el punto de vista jerárquico de la Iglesia católica forma parte de la Diócesis de Tacna y Moquegua la cual, a su vez, pertenece a la Arquidiócesis de Arequipa.

## Historia
El distrito fue creado mediante Decreto-Ley N°18.298 del 26 de mayo de 1970.

## Geografía
Tiene una superficie de 747 km² .

## Demografía
La población censada en el año 2017 fue de 3717 habitantes.

## Patrimonio
- Museo Chiribaya, muestran la historia de Ilo, especialmente el periodo de la cultura Chiribaya que se desarrolló entre los 800 y 1400 d. C. y se extendió por el sur hasta el norte de Chile y por el norte hasta la provincia de Caravelí en departamento de Arequipa.[3]

## Autoridades

### Municipales
- 2015-2018
  - Alcalde: Víctor Ángel Ccasa Añamuro, de Democracia Directa.
  - Regidores:

  1. Nelson Martín Medina Callo (Democracia Directa)
  2. Maritza Rosario Pari Phocco (Democracia Directa)
  3. Dionicio Miguel Llamoza Echevarria (Democracia Directa)
  4. Yiena Yaneth Zurita Canqui (Democracia Directa)
  5. Néstor Quispe Tapia (Movimiento Político Regional Contigo Moquegua)

- 2019-2022
  - Alcalde: Francísco Manzano Císneros

- 2023-2026
  - Alcalde: Florentino Nina Fernández

### Religiosas
- Diócesis de Tacna y Moquegua[4]
  - Obispo: Mons. Marco Antonio Cortez Lara.
- Parroquia 
  - Párroco: Prb. .

### Policiales
- Comisaría